# Vígdis Sigmundsdóttir
Vigdis Sigmundsdóttir (født 1. marts 1934, død 23. februar 2023) var en færøsk billedkunstner senest bosat i Tvøroyri på Suðuroy. 
Siden barndommen interesserede hun sig for tegning, akvarel og oliemaleri og senere også papirklip med motiver og teknik med inspirationen fra den færøske natur. På efterløn fik hun mere tid til at udnytte sine kreative evner.  
- 1959 Uddannet som sygeplejerske og arbejdede 20 år som operationssygeplejerske på Randers sygehus
- 1972 Uddannet som indendørsarkitekt fra Arkitektakademiet, København. Hun brugte uddannelsen i sin kunst
- 1983 Flyttede tilbage til Færøerne hvor hun ledede depotet på Landssygehuset i Tórshavn.

Vígdis Sigmundsdóttir har udstillet fra 1968 på Færøerne og i Danmark. I 2006 udgav det færøske postvæsen en serie af frimærker med motiver fra kvadet Ormurin langi og Vígdis Sigmundsdóttirs papirklip.
- Vigdis Sigmundsdóttirs papirklip, Vestmanna